# 그리고 싶은 것
"그리고 싶은 것"은 2013년에 개봉한 대한민국의 영화이다.

## 캐스팅
- 권윤덕
- 김여진 : 그림책 구연 역